# Grønland i tohundredeaaret for Hans Egedes landing
Grønland i tohundredeaaret for Hans Egedes landing („Grönland zum Zweihundertjährigen seit Hans Egedes Landung“) ist ein zweibändiges Werk, das 1921 anlässlich des 200. Jubiläums der Kolonisierung Grönlands durch Hans Egede herausgegeben wurde. Es erschien als Band 60 und 61 in der wissenschaftlichen Buchreihe Meddelelser om Grønland und beschreibt Grönland ausführlich in verschiedenen wissenschaftlichen Fachbereichen. Herausgegeben wurde es von der Kommissionen for ledelsen af de geologiske og geografiske undersøgelser i Grønland. Der Verlag war der Buchhandel C. A. Reitzel in Kopenhagen. Gedruckt wurde es in Bianco Lunos Bogtrykkeri.

## Entstehung
Gemäß dem Vorwort entstand die Idee zum Werk 1913 durch Louis Bobé und Adolf Severin Jensen. Die beiden Bände waren als Nachfolger von Hinrich Johannes Rinks Büchern Grønland (1852–1857) und Danish Greenland (1877) gedacht, die nach einem halben Jahrhundert schon deutlich veraltet waren. Das Werk sollte ein „autoratives Werk über Grönland“ sein, das als „praktisches Handbuch für Funktionäre und Reisende in Grönland“ dienen sollte.
Die Kommissionen for Grønlands geologiske og geografiske Undersøgelse hatte dieselbe Idee schon 1906 gehabt, vorerst aber nicht ausgeführt. Obwohl die Kommission der Meinung war, dass nur sie das Recht hätte, ein solches Buch herauszugeben, erlaubten sie die Erstellung wegen der schon getanen Vorarbeit, wobei sie Amdrup und Steensby als Kommissionsmitglieder an der Herausgabe mitwirken ließen. Die Kommission schlug vor, neben einem zweibändigen dänischen Werk auch eine dreibändige englische Ausgabe über die Geografie Grönlands zu verfassen.
Für das Verfassen wurden eine Reihe bekannter Grönlandsforscher und -kenner ausgewählt.
Bobé sammelte für die Erstellung des Werks sämtliche Archivalien Grönlands ein, die daraufhin in die zwei neugegründeten Landesarchive in den beiden grönländischen Landesteilen Nordgrönland und Südgrönland kamen.
Das englische Werk wurde von der Carlsberg-Stiftung finanziert, das dänische hingegen vom Staat, das dafür 24.000 kr. im Staatshaushalt veranschlagte. Die Kosten stiegen jedoch später auf 90.000 kr. Große Unterstützung bot bei der Entstehung auch der Direktor von Grønlands Styrelse, Jens Daugaard-Jensen. Anfangs war Steensby Chefredakteur, nach seinem Tod 1920 übernahm diese Aufgabe Bobé.
Der erste Teil des Werks war die Beschreibung des Kolonialdistrikts Jakobshavn durch Porsild, Ostermann und Krogh, der die Formatvorlage für den Rest des Buches lieferte. Amdrup war für das Sammeln von Bildmaterial zuständig. Ostermann war letztlich der Korrekturleser für grönländische Namen.
Die beiden Bände erschienen pünktlich zum 200. Jubiläum der Kolonisierung Grönlands am 3. Juli 1921.

## Autoren
Redakteure des Werks waren:

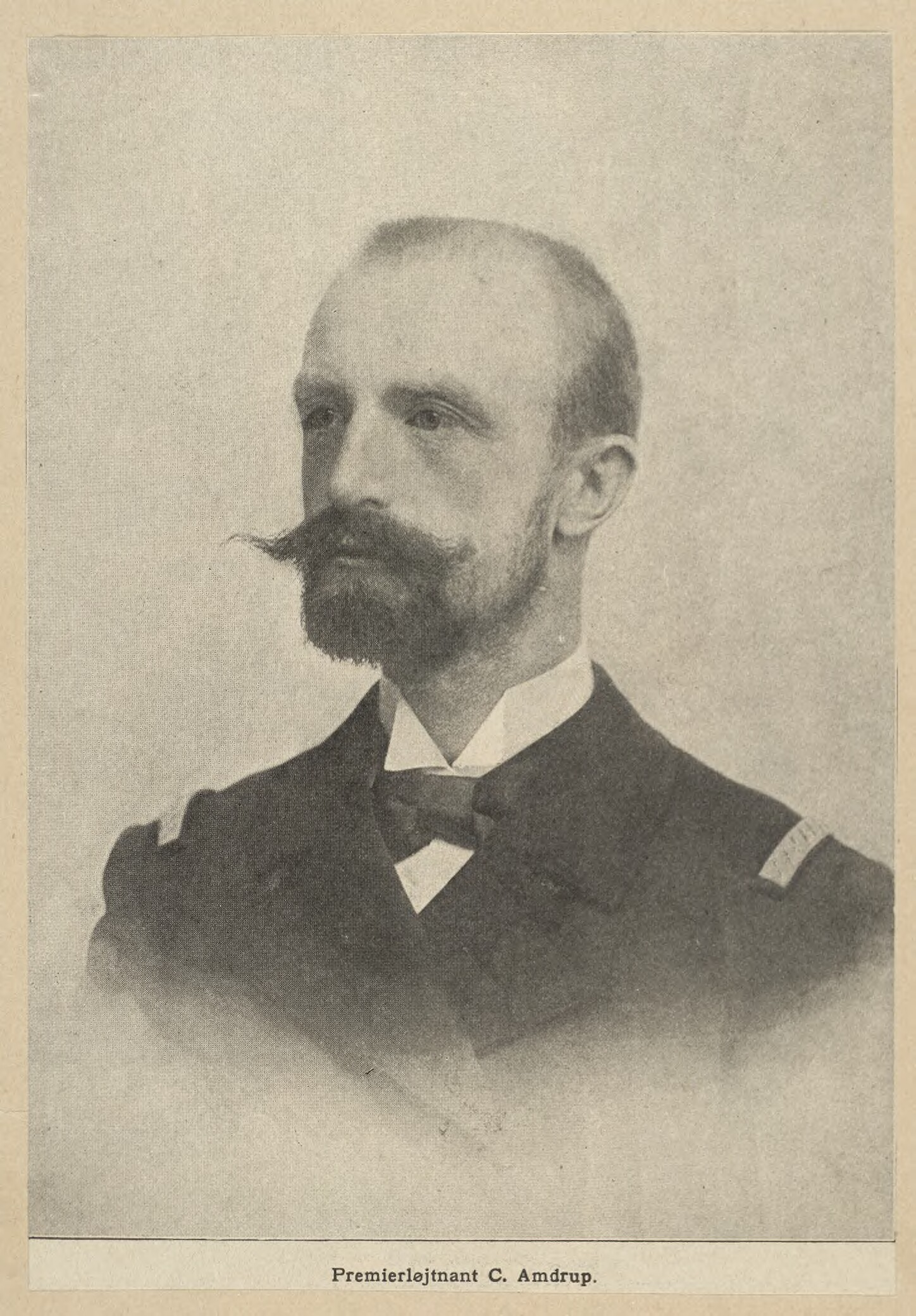
Georg Carl Amdrup

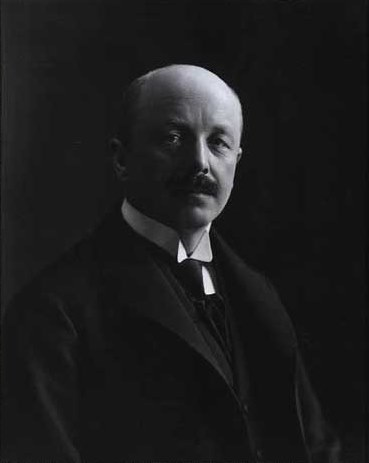
Hans Peder Steensby

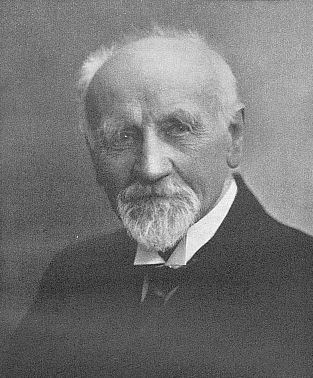
Morten P. Porsild

- Georg Carl Amdrup (1866–1947): Amdrup war ein dänischer Marineoffizier und Polarforscher. Er hatte von 1898 bis 1900 eine Expedition nach Ostgrönland geleitet, bei der die Küste kartografiert wurde.[3] Amdrup wurde als Teil der Redaktion wegen eines Kriegseinsatzes von März 1916 bis Dezember 1918 von Holm ersetzt.[2]
- Louis Bobé (1867–1951): Bobé war ein dänischer Historiker. Er hatte von 1912 bis 1915 Grönland bereist, um Material zur Beschreibung des Landes zu sammeln.[4]
- Adolf Severin Jensen (1866–1953): Jensen war ein dänischer Zoologe. Er leitete von 1908 bis 1909 eine hydrografische und fischereibiologische Untersuchung in Grönland und war für den Ausbau der grönländischen Fischerei im 20. Jahrhundert verantwortlich.[5]
- Hans Peder Steensby (1875–1920): Steensby war ein dänischer Geograf. Er machte sich vor allem in der ethnografischen und anthropologischen Forschung zur Herkunft der Eskimo verdient. Steensby starb vor der Vollendung des Werks.[6]

Als Autoren waren beteiligt:
- Ole Bendixen (1869–1958): Bendixen war ein dänischer Kaufmann. Er war ab 1893 in Grönland tätig. Von 1903 bis 1914 war er Inspektor von Südgrönland.[7]
- Alfred Bertelsen (1877–1950): Bertelsen war ein dänischer Arzt. Er war ab 1905 Distriktsarzt in Uummannaq.[8]
- Louis Bobé: siehe oben
- Hans Jensen Bryder (1887–1971): Bryder war ein dänischer Arzt. Er war von 1915 bis 1920 Distriktsarzt in Upernavik.[9]
- Ove Balthasar Bøggild (1872–1956): Bøggild war ein dänischer Mineraloge. Ab 1900 erforschte er die mineralogischen Verhältnisse Grönlands.[10]
- Rørd Regnar Johannes Hammer (1855–1930): Hammer war ein dänischer Marineoffizier. Er hatte um 1880 an mehreren Expeditionsreisen in Westgrönland teilgenommen und war von 1910 bis 1921 Vorsitzender von Det Grønlandske Selskab.[11]
- Gustav Frederik Holm (1849–1940): Holm war ein dänischer Marineoffizier und Polarforscher. Er war ab den 1870er Jahren an Expeditionen in Grönland beteiligt. Von 1883 bis 1885 leitete er die Frauenbootexpedition, die in der Kolonisierung Ostgrönlands resultierte.[12]
- Johan Madsen Krogh (1879–1936): Krogh war ein dänischer Kaufmann. Er war ab 1902 in Grönland in Handelsdiensten tätig, ab 1919 als Kolonialverwalter.[13]
- Hother Ostermann (1876–1950): Ostermann war ein dänischer Pastor. Er war ab 1901 in Grönland als Pastor und Seminariumslehrer tätig. Ab 1915 machte er sich als Genealoge für grönländische Familien europäischer Abstammung verdient.[14]
- Johan Petersen (1867–1960): Petersen war ein grönländischer Kaufmann. Er begleitete Holm auf der Frauenbootexpedition und war von 1894 bis 1916 der erste Handelsverwalter der Handelsstation Ammassalik.[15]
- Morten P. Porsild (1872–1956): Porsild war ein dänischer Botaniker. Ab etwa 1900 erforschte er die Flora Grönlands. 1906 errichtete der die Arktische Station in Qeqertarsuaq.[16]
- Knud Rasmussen (1879–1933): Rasmussen war ein grönländischer Polarforscher. Er gründete 1909/10 die Missions- und Handelsstation Thule in Uummannaq und war somit der Kolonisator Nordgrönlands.[17]
- Knud Stephensen (1882–1947): Stephensen war ein dänischer Zoologe. Als Karzinologe erforschte er ab 1913 die Krebstiere Grönlands.[18]

Sonstige Beitragende waren:
- Lauge Koch (1892–1964) erscheint im Buch als Mitverfasser.
- Marius Ib Nyeboe (1967–1946), der ab 1907 der Initiator des Bergbaus in Grönland war, wird im Vorwort ebenfalls als Mitverfasser genannt.
- Carl Ryder (1858–1923) als Direktor des Dänischen Meteorologischen Instituts erstellte die Klimatabellen für Ostgrönland.
- Hans Peter Simonsen, der als Oberkartenzeichner im Seekartenarchiv tätig war, fertigte alle Karten des Buchs an.
- Christian Julius Hansen Speerschneider (1864–1938) und Hans Jensen Hansen (1875–1968) kontrollierten die geologischen, zoologischen, hydrografischen und meteorologischen Übersichten in Zusammenarbeit mit Bøggild und Jensen.
- Carl Frederik Wandel (1843–1930) ist als Kommissionspräsident Mitunterzeichner des Vorworts.[2]

## Aufbau
- Band 1
  - Vorwort (3 Seiten):
    - Das Vorwort gibt die Entstehungsgeschichte des Werks wieder. Es wurde von Carl Frederik Wandel, Amdrup, Bøggild, Holm, Bobé und Jensen unterschrieben.

  - Teil 1 (174 Seiten): Allgemeine Übersicht:
    - Allgemeine Übersicht (S. 1–174): Der erste Teil wurde von Hammer verfasst, wobei er von Bøggild, Porsild und Stephensen unterstützt wurde. Er beginnt mit einem Abschnitt von Hammer über die Geografie Grönlands, vor allem über die Eisverhältnisse mit einer regionalen Beschreibung von Nordwestgrönland gen Süden und anschließend von Südostgrönland nach Norden. Anschließend folgt ein Kapitel zur Geologie von Bøggild. Der anschließende Teil zum grönländischen Klima wurde wieder von Hammer verfasst. Ihm folgt ein Kapitel zur Flora von Porsild, danach zur Fauna von Stephensen. Der folgende ethnografische Abschnitt zur Kultur wurde von Porsild verfasst. Der Rest der allgemeinen Übersicht wurde wieder von Hammer geschrieben. Er besteht aus einem Kapitel zur Demografie, gefolgt von einem Kapitel zur Jagd und Lebenshaltung der grönländischen Bevölkerung, einem Kapitel zum Handel, zur Verwaltung, zum Rechtswesen, zum Kirchen- und Schulwesen, zum Gesundheitswesen, zu Sprache und Literatur und zu wissenschaftlichen Stationen in Grönland. Anschließend folgt ein ausführliches Kapitel zur grönländischen Geschichte seit der Ankunft der Grænlendingar im Mittelalter, ein eigenes Kapitel zur Medizingeschichte Grönlands und zur Expeditionsgeschichte.

  - Teil 2 (567 Seiten): Beschreibung der Distrikte in Nordgrönland
    - Der zweite Teil besteht aus Einzelbeschreibungen für jeden damaligen Kolonialdistrikt in Nordgrönland.
      - Kolonialdistrikt Egedesminde (S. 1–90): Der Teil beginnt mit Kapiteln zu Geografie, Geologie, Glaziologie, Klima, Flora und Fauna, die jeweils von Porsild verfasst worden sind. Anschließend folgt eine Beschreibung von Demografie, Wirtschaft, Technik, Handel und Verwaltung von Ostermann. Der folgende Teil zur Geschichte mitsamt den Listen aller Kolonialverwalter, Missionare und Distriktsärzte und einzelnen Beschreibungen zu allen bewohnten Orten des Kolonialdistrikts mit der Geschichte der jeweiligen Orte wurde ebenfalls von Ostermann verfasst.
      - Kolonialdistrikt Christianshaab (S. 91–150): Der Teil beginnt mit Kapiteln zu Geografie, Geologie, Glaziologie, Klima, Flora und Fauna, die ebenfalls von Porsild geschrieben wurden. Anschließend folgt ein demografischer Teil von Ostermann. Der folgende Teil zur Wirtschaft wurde teils von Krogh, teils von Ostermann verfasst. Das Kapitel zur Technik stammt von Krogh. Handel, Verwaltung, Geschichte und Ortsbeschreibungen wurden von Ostermann beschrieben.
      - Kolonialdistrikt Jakobshavn (S. 151–208): Die Beschreibungen von Geografie, Geologie, Glaziologie, Klima, Flora und Fauna wurden wieder von Porsild verfasst. Der demografische Teil wurde von Ostermann und Krogh geschrieben, ebenso wie das Kapitel zur Wirtschaft. Das Kapitel zur Technik stammt von Krogh. Handel, Verwaltung und Geschichte wurden wieder von Ostermann beschrieben. Die Ortsbeschreibungen stammen von Ostermann und Krogh gemeinsam.
      - Kolonialdistrikt Ritenbenk (S. 209–271): Erneut schrieb Porsild die Kapitel zu Geografie, Geologie, Glaziologie, Klima, Flora und Fauna. Ostermann war für die Abschnitte zu Demografie, Wirtschaft, Technik, Handel, Verwaltung, Geschichte und die Ortsbeschreibungen zuständig.
      - Kolonialdistrikt Godhavn (S. 272–341): Hier schrieb Porsild die Kapitel zu Geografie, Geologie, Glaziologie, Klima, Flora, Fauna, Demografie, Wirtschaft, Handel und Verwaltung. Der folgende Abschnitt zur Geschichte stammt von Ostermann, während die Ortsbeschreibungen von Ostermann und Porsild zusammen verfasst wurden.
      - Kolonialdistrikt Ũmánaĸ (S. 342–429): In diesem Teil schrieb erneut Porsild die Kapitel zu Geografie, Geologie, Glaziologie, Klima, Flora und Fauna. Der Teil zu Demografie, Wirtschaft, Technik, Handel, Verwaltung wurde von Bertelsen geschrieben. Für die Geschichte war erneut Ostermann zuständig. Die Ortsbeschreibungen stammen von Bertelsen und Ostermann.
      - Kolonialdistrikt Upernivik (S. 430–516): Porsild hat auch hier die Abschnitte zu Geografie, Geologie, Glaziologie, Klima, Flora und Fauna verfasst, allerdings werden Bryder und Koch als Mitverfasser genannt. Der Teil zu Demografie, Wirtschaft, Technik, Handel, Verwaltung und Ortsbeschreibungen stammt von Bryder. Zuletzt folgt das Kapitel zur Geschichte von Ostermann.
      - (Kolonial-)Distrikt Thule (S. 517–567): Weil der Distrikt rund zehn Jahre nach seiner Kolonisation eine andere Geschichte aufweist als Westgrönland, ist das Kapitel auch gänzlich anders aufgebaut. Es beginnt mit einer Einleitung, gefolgt von einer Beschreibung von Geschichte, Geografie, Glaziologie, Wirtschaft und Hydrografie der Melville-Bucht, von Geografie, Glaziologie, Demografie und Wirtschaft der Westküste des Distrikts und schließlich von Geografie, Wirtschaft, Demografie, Klima und Flora des nördlichsten Teils des Distrikts. Anschließend folgt ein Abschnitt zu Geschichte, Religion, Alltag, Kleidung und Wohnwesen der Bevölkerung sowie zu Mission und Handel. Das gesamte Kapitel wurde von Rasmussen verfasst.
- Band 2
  - Teil 3 (661 Seiten): Beschreibung der Distrikte in Südgrönland
    - Der dritte Teil besteht aus Einzelbeschreibungen für jeden damaligen Kolonialdistrikt in Südgrönland.
      - Kolonialdistrikt Holsteinsborg (S. 1–94): Das Kapitel besteht aus Abschnitten zu Geografie, Geologie, Klima, Flora, Fauna, Demografie, Wirtschaft, Jagd, Technik, Handel und Verwaltung sowie den Ortsbeschreibungen, die allesamt von Bendixen verfasst wurden. Der folgende Teil zur Geschichte stammt von Bobé.
      - Kolonialdistrikt Sukkertoppen (S. 95–175): Das Kapitel ist genauso wie das erste Kapitel aufgebaut.
      - Kolonialdistrikt Godthaab (S. 176–296): Auch dieses Kapitel folgt demselben Aufbau, allerdings ist der Geschichtsteil deutlich ausführlicher als in den übrigen Kapiteln.
      - Kolonialdistrikt Frederikshaab (S. 297–373): Auch hier wurde derselbe Aufbau gewählt.
      - Kolonialdistrikt Julianehaab (S. 374–559): Das Kapitel ist auf dieselbe Weise aufgebaut. Diese Distriktsbeschreibung ist jedoch die ausführlichste von allen.
      - (Kolonial-)Distrikt Angmagssalik (S. 560–661): Parallel zum Distrikt Thule wurde auch das Kapitel über das neukolonisierte Ostgrönland nicht von den übrigen Autoren verfasst. Es besteht aus einer Beschreibung von Geografie, Geologie, Klima, Flora, Fauna, Demografie, Kultur der Bewohner, Wirtschaft, Technik, Handel, Verwaltung, einer Beschreibung der Handels- und Missionsstation und einem ausführlichen Abschnitt zur Geschichte des Distrikts mit Fokus auf einer tausendjährigen Expeditionsgeschichte. Das gesamte Kapitel wurde zusammen von Holm und Petersen geschrieben.

  - Teil 4 (95 Seiten): Biografische Informationen
    - Biografische Information (S. 662–756): Der vierte Teil besteht aus einem alphabetischen biografischen Lexikon, das in Stichwörtern verfasst ist. Es wurde von Ostermann verfasst und umfasst sämtliche in den Personenlisten genannten Handels- und Kirchenbediensteten, die bis 1921 in Grönland tätig waren.

  - Teil 5 (39 Seiten): Register
    - Im fünften Teil folgen mehrere Register.
      - Etymologisches Namensregister (S. 757–764): Der fünfte Teil ist ein Wörterbuch, das Hunderte Bezeichnungen geografischer Objekte aus dem Grönländischen ins Dänische übersetzt. Es wurde ebenfalls von Ostermann verfasst.
      - Ortsregister (S. 764–787): Das Ortsregister umfasst alle in den beiden Bänden genannten geografischen Objekte samt Seitenzahl.
      - Sachregister (S. 787–791): Das Sachregister umfasst sonstige im Buch genannten Begriffe.
      - Personenregister (S. 791–795): Im Personenregister werden ein weiteres Mal alle in den Texten genannten Personen gelistet.

  - Teil 6: Atlas
    - Der sechste Teil ist eine Sammlung von 22 Karten, davon eine geografische Gesamtkarte, eine geologische Karte, vier Karten über die Siedlungen der Grænlendingar, vierzehn Karten über die einzelnen Distrikte und je einer Karte der Kolonie Godthaab sowie der Kolonie Julianehaab, die zu groß waren, um sie in das Buch zu drucken wie bei den anderen Orten üblich.